# Metalimnophila montivaga
Metalimnophila montivaga är en tvåvingeart som beskrevs av Alexander 1926. Metalimnophila montivaga ingår i släktet Metalimnophila och familjen småharkrankar. Inga underarter finns listade i Catalogue of Life.